# Devrukh
Devrukh es una ciudad censal situada en el distrito de Ratnagiri en el estado de Maharashtra (India). Su población es de 12689 habitantes (2011). Se encuentra a 35 km de Ratnagiri.

## Demografía
Según el censo de 2011 la población de Devrukh era de 12689  habitantes, de los cuales 6242 eran hombres y 6447 eran mujeres. Devrukh tiene una tasa media de alfabetización del 91,37%, superior a la media estatal del 82,34%: la alfabetización masculina es del 96,05%, y la alfabetización femenina del 86,90%.